# Spławy (gromada)
Spławy – dawna gromada, czyli najmniejsza jednostka podziału terytorialnego Polskiej Rzeczypospolitej Ludowej w latach 1954–1972.
Gromady, z gromadzkimi radami narodowymi (GRN) jako organami władzy najniższego stopnia na wsi, funkcjonowały od reformy reorganizującej administrację wiejską przeprowadzonej jesienią 1954 do momentu ich zniesienia z dniem 1 stycznia 1973, tym samym wypierając organizację gminną w latach 1954–1972.
Gromadę Spławy z siedzibą GRN w Spławach utworzono – jako jedną z 8759 gromad na obszarze Polski – w powiecie puławskim w woj. lubelskim na mocy uchwały nr 14 WRN w Lublinie z dnia 5 października 1954. W skład jednostki weszły obszary dotychczasowych gromad Chruślanki Mazanowskie, Graniczna, Niesiołowice, Spławy i Studnisko ze zniesionej gminy Rybitwy w tymże powiecie. 
13 listopada 1954 gromada weszła w skład nowo utworzonego powiatu opolsko-lubelskiego w tymże województwie, gdzie ustalono dla niej 14 członków gromadzkiej rady narodowej.
1 stycznia 1960 do gromady Spławy włączono obszar zniesionej gromady Chruślina w tymże powiecie.
1 stycznia 1969 gromadę zniesiono, włączając jej obszar do gromad Mazanów (wsie Chruślanki Mazanowskie, Owczarnia i Kolonia Chruślina), Józefów nad Wisłą (wsie Spławy, Graniczna i Kolonia Studnisko) i Wrzelowiec (wsie Chruślina i Kolonia Niesiołowice) w tymże powiecie.